# Эпиклеза
Это статья об элементе христианской литургии. Об эпитете богов см. Эпиклеса.
Эпикле́за, эпикле́сис (лат. epiclesis, греч. ἐπίκλησις — призывание) — часть анафоры христианской литургии, присутствующая в большинстве исторических литургий, как западных, так и восточных.

## Особенности
Суть эпиклезы заключается в молитве Богу о преложении хлеба и вина в Тело и Кровь Христову. При этом варианты текста эпиклезы в различных обрядах сильно различаются. Эпиклезы подразделяются на нисходящие и восходящие. В нисходящих эпиклезах молитва содержит прошение о схождении Святого Духа на Дары и их освящение. В восходящих эпиклезах молитва обращена к Богу-Отцу или Святой Троице и содержит просьбу о принятии Даров в жертву, подчёркивая жертвенный момент евхаристии. Восходящий эпиклезис называют также имплицитным, поскольку открытого призыва к действию Святого Духа на Дары в нём нет, оно лишь подразумевается.
Нисходящий эпиклесис характерен для византийского и армянского обряда, восходящий — для западно-литургических обрядов и отдельных восточных анафор.
Местоположение эпиклезы в анафорах различных типов переменно. В литургиях западно-сирийского, византийского и армянского обрядов (тип анафоры — PSAEJ, где P-префация, S-Sanctus, A-анамнесис, E-эпиклеза, J-интерцессия) она располагается между анамнесисом и интерцессией. В александрийских (коптских) анафорах (тип PJSAE) и восточно-сирийских (халдейских) анафорах (тип PSAJE) эпиклеза замыкает собой евхаристическую молитву. Структура традиционной римской анафоры описывается формулой PSEJAJ, то есть эпиклеза располагается сразу после Санктуса и предшествует первой интерцессии и анамнесису.

## Споры об эпиклезе
Традиционный римский канон, именуемый в настоящее время в Римско-католической церкви первой евхаристической молитвой, содержит восходящий эпиклесис, без призывания Святого Духа на Дары, обращённый к Богу-Отцу. Это обстоятельство служило поводом для горячих споров после Великого раскола с православными полемистами, которые полагали молитву о схождении Духа на Дары обязательной для анафоры. Католические средневековые полемисты, в свою очередь, выдвигали тезис о малой значимости эпиклезы с упоминанием Святого Духа для Евхаристии и её позднем происхождении.
Вопрос об эпиклезе не фигурировал в догматических спорах, сопровождавших Великий раскол христианской церкви. Принципиальный характер полемика об эпиклезе приобрела начиная с Ферраро-Флорентийского собора. С вопросом об эпиклезе связаны и шедшие в этот период споры о моменте пресуществления (эпиклеза или установительные слова). В настоящее время общепринятым и на Востоке и на Западе служит мнение о невозможности выделить конкретный момент пресуществления и о ценности анафоры в её совокупности.

## Западные литургии
Александрийско-римским анафорам, включая и древний римский канон, присуща характерная особенность — они содержат две эпиклезы. В римском каноне первая и основная из них следует после Санктуса, затем после тайноустановительных слов и анамнесиса идёт ещё одна молитва о принятии даров в жертву, а за ней вторая эпиклеза, именуемая также «эпиклеза причащения», которая призывает Божье благословение на собрание. Оба эпиклесиса римского канона являются восходящими. Ряд исследователей указывает на существование отдельных признаков того, что нисходящий эпиклесис существовал в начальный период развития западной литургии, однако уже сакраменталий папы Геласия (конец V века) содержит две восходящие эпиклезы.
Эпиклесис римского канона:
Тебя, всемилостивый Отче, ради Иисуса Христа, Сына Твоего, Господа нашего, смиренно просим и молим: прими и благослови эти дары, эти приношения, эту святую непорочную жертву
Эпиклесис причащения в римском каноне:
Смиренно молим Тебя, Боже Всемогущий: да вознесет Ангел Твой эту Жертву к небесному престолу Твоему пред божественным Твоим величием, чтобы мы, причастившись от этого престола пресвятого Тела и Крови Сына Твоего, исполнились всякого небесного благословения и благодати
Реформы, прошедшие в Католической церкви после Второго Ватиканского собора, ввели в состав латинской литургии ещё три евхаристические молитвы (условно именуемые II, III и IV). В этих трёх молитвах также существует два эпиклесиса, основной и причастный, но, в отличие от римского канона, оба содержат упоминание Святого Духа. Основной эпиклесис находится на традиционном западном месте после Санктуса и перед тайноустановительными словами, второй завершает анамнесис и предваряет интерцессию.
II Евхаристическая молитва:
Эпиклесис: "Воистину свят Ты, Господи, Источник всякой святости. Поэтому молим Тебя: освяти эти дары силой Духа Твоего, чтобы они стали для нас Телом и Кровью Господа нашего Иисуса Христа "
Эпиклесис причащения: "Смиренно молим, чтобы Дух Святой объединил нас, принимающих Тело и Кровь Христа "

## Восточные литургии

### Византийский обряд
В византийском обряде используются литургия Иоанна Златоуста и литургия Василия Великого. Отличаются эти литургии текстами молитв литургии верных, в том числе и эпиклезы. Эпиклеза литургии Василия Великого намного длиннее, по-церковнославянски её начало звучит, как «Сего ради, Владыко Пресвятый, и мы грешнии, и недостойнии раби Твои, сподобльшиися служити Святому Твоему Жертвеннику», в то время как эпиклеза литургии Иоанна Златоуста начинается «Еще приносим Ти словесную сию и безкровную службу».
В византийском обряде вторая часть эпиклезы имеет характер диалога, между возгласами священника следуют возгласы диакона.
Эпиклеза литургии Иоанна Златоуста:
- Иерей: «Еще́ приносим Ти слове́сную сию и безкровную службу, и просим, и молим, и ми́ли ся де́ем, низпосли́ Духа Твоего Святаго на ны, и на предлежа́щыя Да́ры сия́[6], и сотвори́ у́бо Хлеб Сей, Честно́е Тело Христа Твоего.»
- Диакон: «Аминь. Благослови, владыко, святую Чашу.»
- Иерей: «А е́же в Ча́ши Сей, честну́ю Кровь Христа Твоего.»
- Диакон: «Аминь. Благослови, владыко, обоя́.»
- Иерей: «Преложив Духом Твоим Святым.»
- Диакон: «Аминь. Аминь. Аминь»[7].

Эпиклеза литургии Василия Великого:
- Иерей: "Сего́ ра́ди, Влады́ко Пресвяты́й, и мы, гре́шнии и недосто́йнии раби́ Твои́, сподо́бльшиися служи́ти свято́му Твоему́ Же́ртвеннику, не ра́ди правд на́ших, не бо сотвори́хом что́ бла́го на земли́, но ра́ди Ми́лости Твоея́ и щедро́т Твои́х, я́же излия́л еси́ бога́тно на ны, дерза́юще приближа́емся свято́му Твоему́ Же́ртвеннику. И предло́жше вместообра́зная свята́го Те́ла и Кро́ве Христа́ Твоего́, Тебе́ мо́лимся, и Тебе́ призыва́ем, Свя́те святы́х, Благоволе́нием Твоея́ бла́гости приити́ Ду́ху Твоему́ Свято́му на ны и на предлежа́щия Да́ры сия́, и благослови́ти я́, и освяти́ти, и показа́ти[6] хлеб у́бо Сей, са́мое Честно́е Те́ло Го́спода и Бо́га и Спа́са на́шего Иису́са Христа́.
- Диакон: «Аминь. Благослови, владыко, святую Чашу.»
- Иерей: «Ча́шу же сию́, са́мую Честну́ю Кровь Го́спода и Бо́га и Спа́са на́шего Иису́са Христа́.»
- Диакон: «Аминь.»
- Иерей: «Излия́нную за Живо́т міра.»
- Диакон: «Аминь. Благослови́, влады́ко, обоя́.»
- Иерей: «Преложи́в Ду́хом Твои́м Святы́м.»
- Диакон: «Аминь. Аминь. Аминь»[8].

### Особенности эпиклезы в «славянской традиции»
В течение XIV — XV веков в качестве полемического ответа на католическую точку зрения о  претворении Даров в момент произнесения установительных слов, в различных православных служебниках в текст эпиклезы вводится тропарь третьего часа. Достоверно установить точные время и автора этой правки не представляется возможным, греческие Церкви достаточно скоро отказались от этого нововведения, но в Русской церкви с XVI века обычай чтения эпиклезы с тропарём третьего часа твёрдо устанавливается. Так как русские печатные богослужебные книги вытеснили на Балканском полуострове венецианские, тропарь третьего часа стал частью эпиклезы и в других славянских Православных Церквах (Болгарской, Сербской, Польской, Чешских земель и Словакии), а также в Румынской церкви (так как она пользовалась кириллицей вплоть до XIX века, и в этом смысле составляла часть славянской традиции) и Американской (Церковь, дочерняя по отношению к Русской). В Церквях греческой традиции, включая Албанскую, эпиклеза читается без этого тропаря.
Текст тропаря:
Иерей: Господи, Иже Пресвятаго Твоего Духа в третий час апостолом Твоим низпославый, Того, Благий, не отъими от нас, но обнови нас, молящих Ти ся. 

Диакон: Сердце чисто созижди во мне, Боже, и дух прав обнови во утробе моей 

Иерей: Господи, Иже Пресвятаго Твоего Духа… 

Диакон: Не отвержи мене от лица Твоего и Духа Твоего Святаго не отъими от мене. 

Иерей: Господи, Иже Пресвятаго Твоего Духа…

### Другие восточные обряды
В восточных литургических обрядах существуют и эпиклезы восходящего типа. Самый древний образец восходящей эпиклезы содержится в сирийском памятнике III века, известном под названием «Завещание» (Testamentum), причём обращена эта эпиклеза не к Богу-Отцу, а к Святой Троице:
Мы приносим Тебе благодарение, вечная Троица, Господи Иисусе Христе, Господи Отче... Господи Душе Святый: приими это питие и эту пищу к Твоей Святости, сотвори их быти нам не во осуждение... но во исцеление и укрепление духа нашего
В более поздней сирийской литургии апостола Иакова содержится уже эпиклеза развитого нисходящего типа с характерным для византийских и антиохийских литургий диалогом между священником и народом.
Эпиклеза древней литургии коптского обряда — литургии апостола Марка относится к александрийской традиции и схожа по структуре с римской. Как и в римском каноне после Санктуса следует первый эпиклесис, а второй идёт за анамнесисом. В отличие от римского канона в александрийской традиции вторая эпиклеза более развёрнута, содержит и восходящий и нисходящий эпиклесис, сначала идёт молитва Богу-Отцу о принятии Даров, потом просьба о ниспослании Святого Духа:
Тебе, Господи Боже наш, Твое из Твоих Даров мы предлагаем и молим и просим: Ниспошли из неописанных недр, Самого Утешителя, Духа Истины, Святого Господа Животворящего, везде сущего и все исполняющего... и на нас и на хлебы сии и на чаши сии ниспошли Духа Твоего Святого, чтобы Он освятил и совершил их, и соделал хлеб Телом, а чашу – кровью Нового Завета
В халдейской литургии апостолов Фаддея и Мария присутствует нисходящая эпиклеза, но её необычность в том, что хотя она содержит молитву от освящении даров, но не упоминает об их преложении:
...и да приидет, Господи, Дух Твой Святой, и да почиет на сем приношении Твоих рабов, которое они приносят, и благословит и освятит его, чтобы оно было нам, Господи, во очищении грехов и оставлении прегрешений